# Гонсалвес Савио, Матеус
Мате́ус Гонса́лвес Са́вио (порт.-браз. Matheus Gonçalves Sávio, более известный, как Матеус Савио порт.-браз. Matheus Sávio; родился 15 апреля 1997 года в Бродовски, Бразилия) — бразильский футболист, полузащитник клуба «Касива Рейсол».

## Клубная карьера
Матеус — воспитанник клуба «Фламенго». 28 марта 2015 года в матче Лиги Кариока против «Бонсукессо» он дебютировал за основной состав. В этом же поединке Савио забил свой первый гол за клуб. 15 октября в поединке против «Фигейренсе» он дебютировал в бразильской Серии А.

## Международная карьера
В 2017 года Савио в составе молодёжной сборной Бразилии принял участие в молодёжном чемпионате Южной Америки в Эквадоре. На турнире он сыграл в матчах против команд Парагвая, Колумбии, Аргентины, Венесуэлы, Уругвая, Эквадора и дважды Колумбии. В поединке против парагвайцев Матеус забил голу.